# الحلحلية (المضاربة والعارة)

تعديل مصدري - تعديل

الحلحلية هي إحدى قرى عزلة المضاربة بمديرية المضاربة والعارة التابعة لمحافظة لحج، بلغ تعداد سكانها 128 نسمة حسب تعداد اليمن لعام 2004.